# Российские укреплённые линии
Российские укреплённые линии — укреплённые линии в России как система охраны и обороны границ и приграничных районов Русского государства, заключавшаяся в возведении укреплённых пограничных, сторожевых, оборонительных, кордонных, береговых линий и засечных черт на окраинах Российского государства в XVI — XIX веках для защиты внутренних территорий страны от нападений извне.  
Система укреплённых линий получила преимущественное развитие на южных и юго-восточных рубежах, она существовала в России наряду с крепостной (бастионной) системой прикрытия границ, пока окончательно не уступила последней в конце XIX века. Крепостная система после Первой мировой войны была заменена в СССР системой укреплённых районов (к которым следует относить и так называемые иностранцами Линию Сталина и Линию Молотова).

## История

### Ранняя история

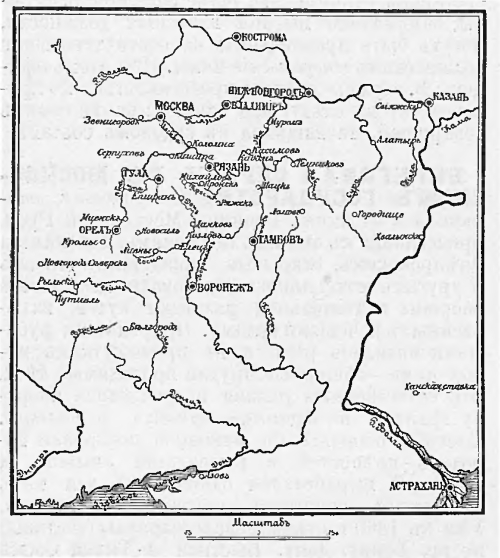
Опорные крепости (опорные пункты) береговой службы (сторожевой службы) и засечной линии.

Ещё во времена Киевской Руси использовались системы укреплений, преграждавших вторжение степных племён (печенегов, половцев) на земли восточных славян. Наиболее известны оборонительные валы по берегам притоков Днепра южнее Киева (Змиевы валы), начало строительства которых датируют первыми веками нашей эры. Южные рубежи Киевской Руси прикрывали также Поросская и Посульская оборонительные линии.
В XII — XIII веках в северных русских княжествах (новгородцами, псковичами и ярославцами) на путях движения врага в лесах устраивались засеки — искусственные заграждения из поваленных деревьев. В XIV — XV веках на южных границах Русских княжеств стали применять для обороны от монголов, ногайцев и татар приспособленные под природные особенности местности протяжённые комплексы защитных сооружений (завалы-засеки в лесах, караулы и заставы у бродов через реки).
В процессе усиления Московского великого княжества в XIV веке была создана сторожевая пограничная линия по рекам Хопёр, Воронеж и Дон. Возникает береговая служба.

### XVI век
Созданная к началу XVI века линия обороны южных границ Русского государства первоначально проходила по берегу Оки — от города Болохова через Белёв до Калуги и далее через Серпухов и Коломну до Переяславля-Рязанского. В официальных документах этот рубеж именовался «Берег». По его линии были выстроены каменные укрепления Коломны и Зарайска, деревянный кремль Каширы. Кроме того, перегораживались броды и «перелазы» через Оку: устанавливались сваи и частоколы по дну и берегам.

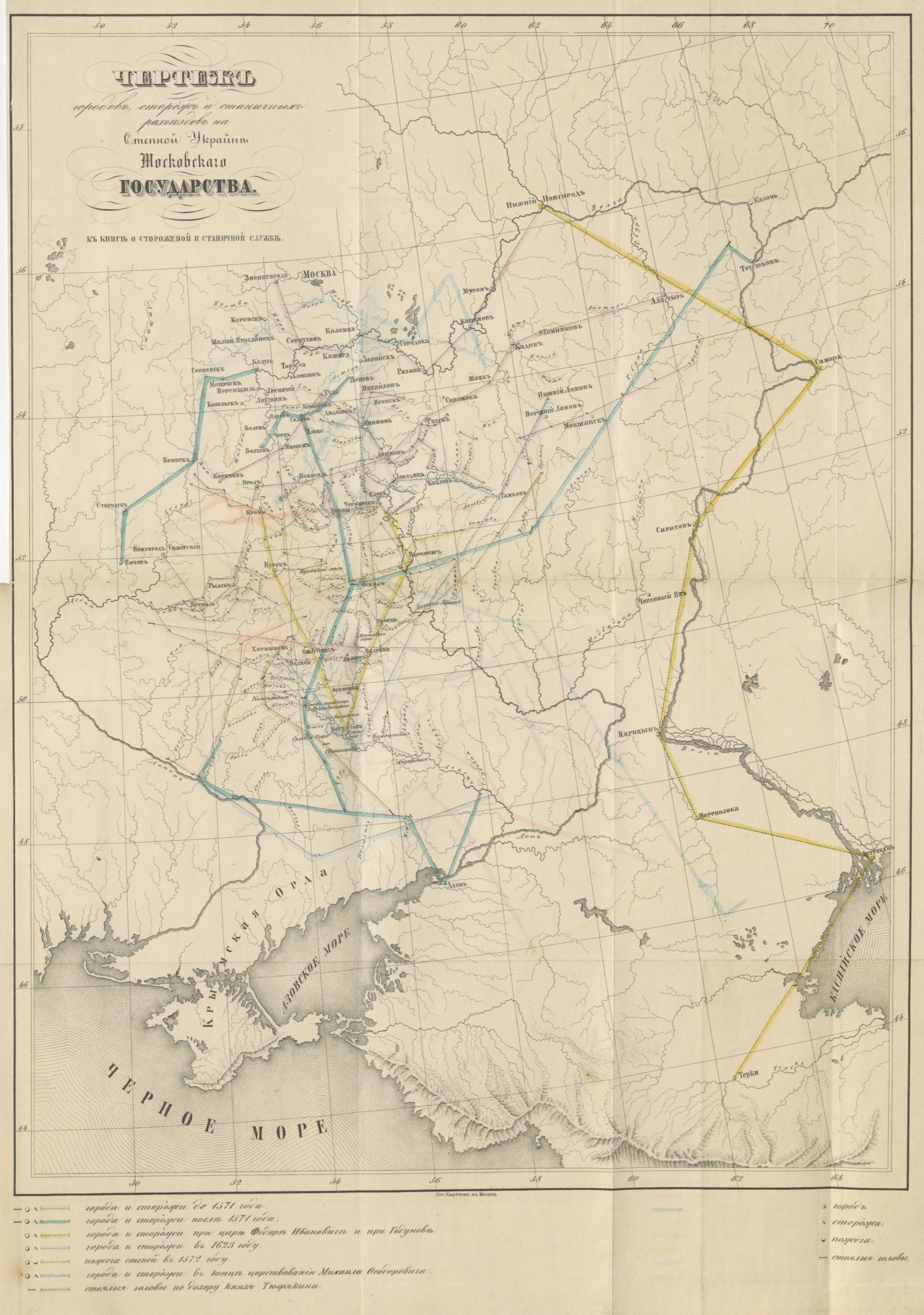
Чертёж городов, сторож и станичных раз’ездов на Степной Украине Московского государства.

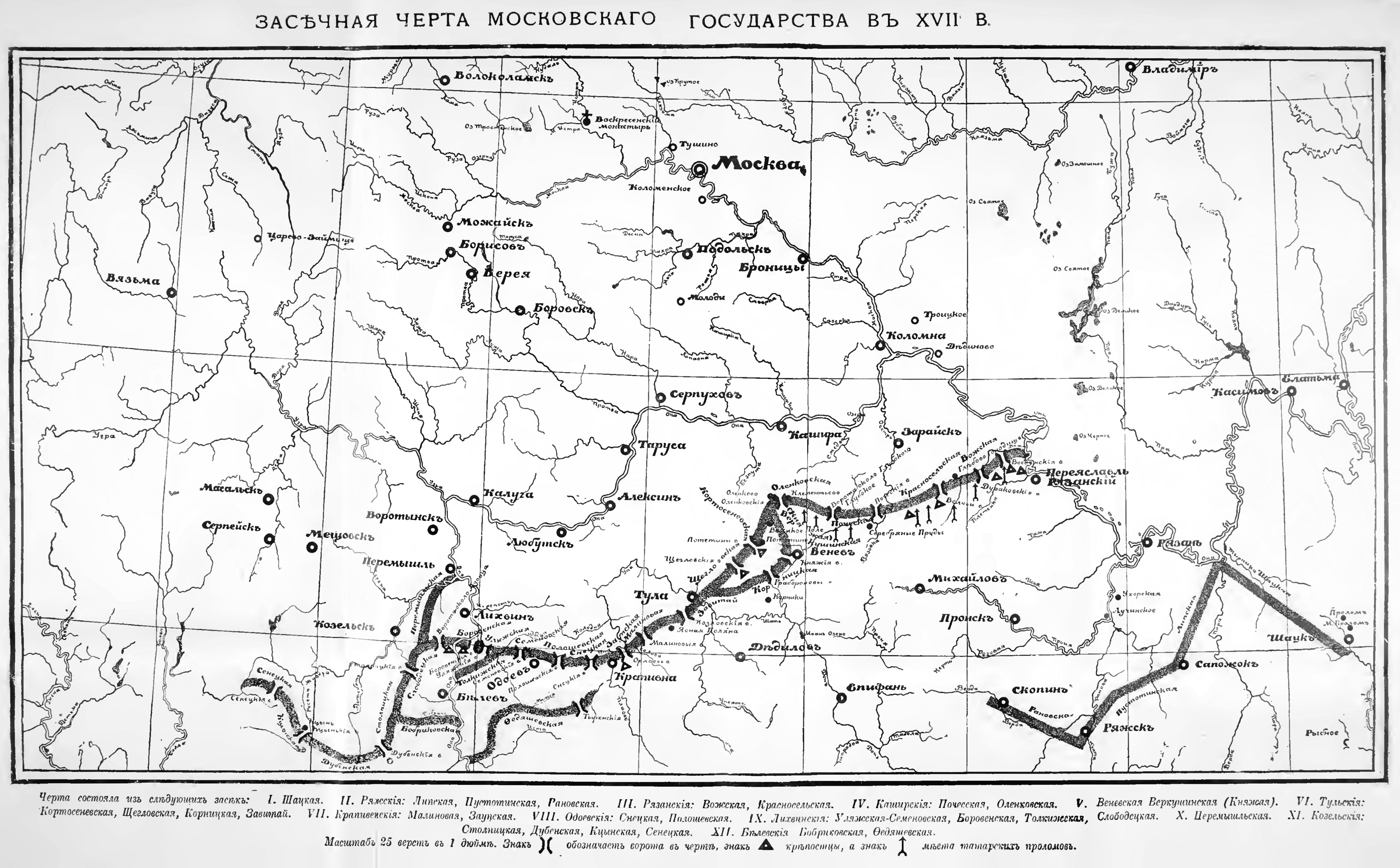
Засечная черта в середине XVII века.

Кроме того, в XV—XVI веках владимирскими и московскими великими князьями в пограничных лесостепях велось целенаправленное строительство засечных черт, комплексов засек в лесах и частоколов, надолбов, земляных валов на открытых безлесных промежутках, усиленных острожками или городами-крепостцами. Эти черты оборонялись особым земским ополчением — засечной стражей (засечными сторожами, засечными головами, засечными приказчиками). Перед засечной стражей ставилась задача — донести вовремя сведения о движении противника и по возможности задержать это движение.
Непосредственный отпор противнику призваны были дать приграничные войска: «береговая рать» — со старой линии крепостей по берегу Оки, и «украинная рать» — с новой линии опорных пунктов южной границы.
К 1560-м годам отдельные звенья засек складываются в единый рубеж, протянувшийся на 600 км от Жиздры и Козельска до Рязани (Переяславля-Рязанского). Этот рубеж получил название «Черта», или «Государева заповедь» («Засечная черта», или «Большая засечная черта» — более позднее, предложенное историками название). Основная её часть, расположенная по линии Козельск, Белёв, Перемышль, Лихвин, Одоев, Крапивна, Тула, Венёв, Переславль-Рязанский, — именуется Заокской (по направлению от Москвы она находилась за Окою) или Тульской (по крупнейшей крепости) чертой. Отдельно от неё располагались Рясская и Шацкая засеки, соединявшиеся у Оки за Сапожком близ Старой Рязани. Под 1566 годом летопись отмечает завершение больших работ на засечной черте, дозор которым произвёл царь Иван IV самолично.
Кроме того, здесь, на окраинах государства, возникают «разряды» (военные округа). К концу XVI века существовало три разряда: Береговой, Украинный (Тульский) и Рязанский.
В 1571 году боярином князем М. И. Воротынским был составлен первый российский воинский устав — «Устав сторожевой службы» (Боярский приговор о станичной и сторожевой службе), сыгравшей большую роль в организации охраны и обороны русских границ.
В том же году крымским войскам удалось организовать опустошительный поход. Береговые воеводы, имевшие малое число ратников, не смогли задержать переправу крымцев через Оку, и те, успешно обойдя опричное войско Ивана Грозного, сожгли Москву, захватив множество пленных. Однако, уже через год крымские орды потерпели от войск князя Воротынского сокрушительное поражение при Молодях.

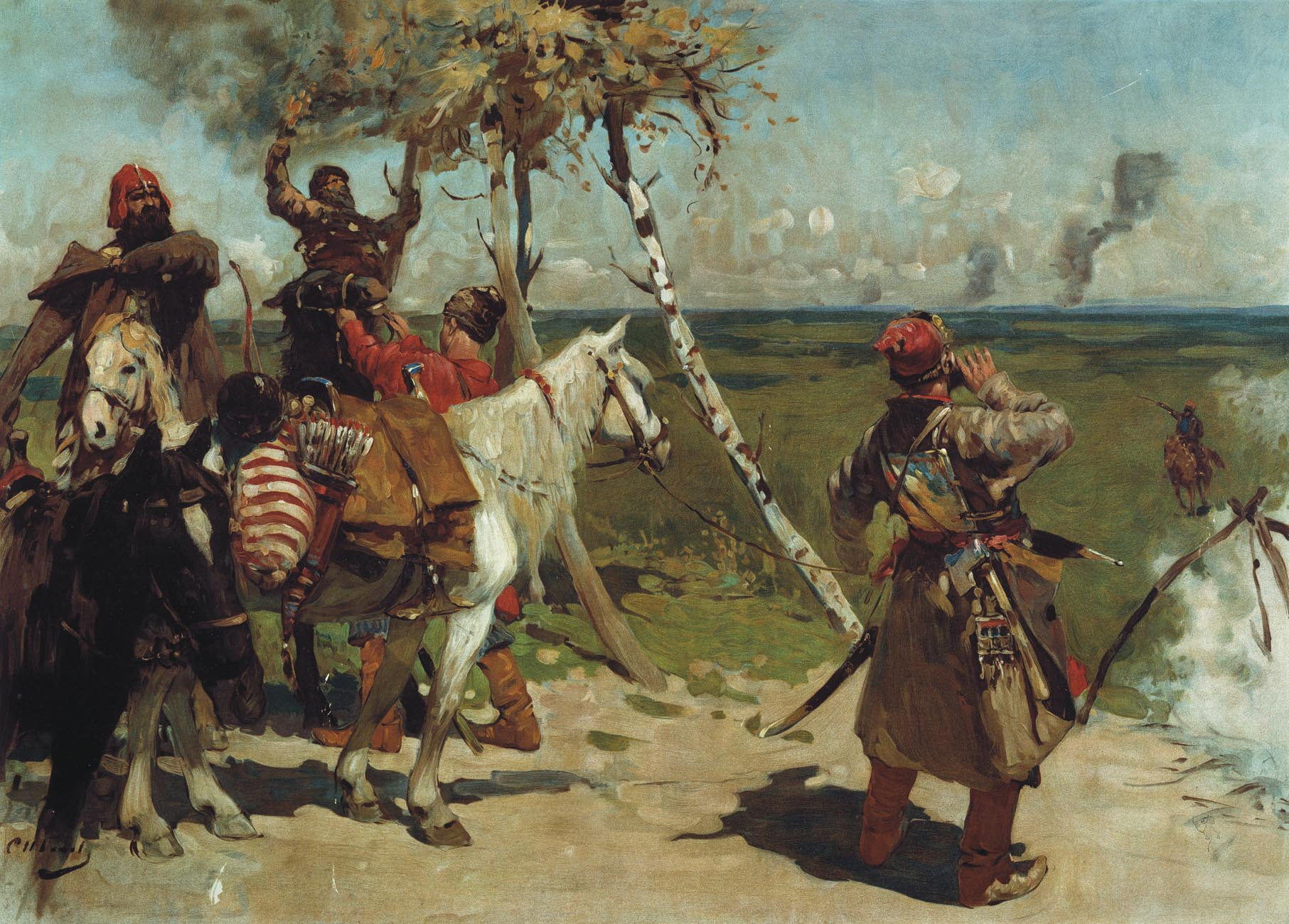
«На сторожевой границе Московского государства». Картина С. В. Иванова, 1907.

В 1570-е годы Большая засечная черта была продолжена до Волги (через Кадом, Темников и Алатырь до города Тетюши). Для покрытия расходов на ремонт и укрепление засечных черт с 3-й четверти XVI века с населения собирались специальные подати — засечные деньги. Постройкой, управлением и надзором за засеками ведал Пушкарский приказ.
Сторожевая пограничная служба была организована следующим образом: от передовых городов в двух-пяти днях пути в разных направлениях устанавливались в степи казачьи «сторожи» — наблюдательные посты (разъезды) по рекам Хопру, Дону, Быстрой и Тихой Сосне и др. , отстоящие друг от друга на полдня-день пути. Линии сторожей пересекали все степные дороги, по которым мог передвигаться противник. От застав высылались скрытые летучие разъезды с целью обнаружить противника, и сообщить о направлении движения врага в ближайшие города. Полевая служба «городовых людей» заключалась в том, что по получении известия о приближении противника (или по указанию Разряда) воевода тотчас же мобилизовывал подчинённые ему войска, организовывал оборону города или преследование неприятеля в поле.
Передовые линии, по мере постройки впереди новых городков (Ливны, Воронеж, Елец, Белгород, Оскол, Валуйки, Кромы, Борисов, Курск), постепенно выдвигалась вперёд, и, таким образом, шло закрепление степи и расширение госудственной территории. Вот что писал в середине XVI века, посетивший Московию венецианец Франческо Тьеполо: «На охрану крепостей этот государь тратит очень мало, потому что некоторые [из них] охраняются колонистами, другие своими жителями и лишь немногие, за исключением военного времени, его солдатами…».

### XVII век
В начале XVII века возрастает количество опустошительных набегов крымских и ногайских орд на земли Русского царства. Кроме того, население (украинники) приграничных российских территорий (украйн) страдали от разорения их вольными казаками-черкасами и башкирами. В результате непрекращающихся набегов и смутного времени были разрушены или пришли в негодность многие сооружения Большой засечной черты. Поэтому в 1630-е годы возникла необходимость проведения продуманной серии мероприятий: восстановление старых засек и постройка новой Черты, способной надёжно защитить новые города, возведённые к югу от них.
Из «Засечных книг» (из дозорных книг рязанских засек 1632, 1652, 1659 и 1673 годов, а также из переписки Разряда и засечных росписей 1638 года) известно о больших ремонтных работах в обветшавших старых засеках Большой черты, которые начали проводиться от Жиздры до Рязани с 1630 годов.
Построенные при царях Фёдоре I Иоанновиче и Борисе Годунове на южных сакмах (шляхах) отдельные крепости Ливны, Оскол, Валуйки, Царёв-Борисов и Белгород в 1612 году «от Черкас пожжены и разорены и были пусты», поэтому царь Михаил Фёдорович указал: 

для защищения Святых Божиих церквей и целости и покою христианского от бусурманских татарских безвестных приходов на поле построить Черту, и от Крымские стороны через Муравскую и Кальмиюскую Сакмы, от реки Псла к реке Дону до Воронежа на 377 верстах, а от Воронежа чрез Нагайские Сакмы вверх по реке Воронежу к Козлову и к Танбову на 205 верстах, а от Танбова до реки Волги и до Симбирска на 374 верстах, всего на 956 верстах, и по Черте построить городы, а промеж городов по полям земляной вал и рвы и остроги и надолбы, а в лесах засеки и всякие крепости, чтобы на ево государевы Украины теми местами татарского приходу не было.— «Выписка в Разряд о построении новых городов и Черты» 1681 года.
С 1636-го по 1656 годы последовательно ведётся строительство протяжённой Белгородско-Симбирской укреплённой линии, именовавшейся в то время в целом «Черта» (её крупные части исследователями выделяются в отдельные черты).
Сперва в 1637-1640 годах возводятся крепости и валы Белгородской черты. Это укреплённая линия от Ворсклы до Дона (Вольный, Белгород, Царёв Алексеев, Усерд); укреплённая линия по реке Воронеж (Острогожск, Воронеж, Орлов, Усмань, Сокольск); укреплённая линия между реками Воронеж и Цной (Козлов, Челнавский острог), построенная ряжскими воеводами И. Биркиным и М. Спешневым; укреплённая линия по реке Цна (Кузьмина Гать, Танбов, Лысые Горы, Кашматский городок), построенная шацким воеводой Р. Ф. Боборыкиным.
Впоследствии эта Черта реставрировалась, укреплялась в открытых местах валами. Так как «через тое Черту Крымские и Озовские воровские и Нагайские кочевые татаровя <…> для войны прихаживали многожды, потому что те городы были малолюдны и город от городу построены не в ближнем разстоянии, а вал и всякие крепости были немногия», то царём Алексеем Михайловичем в 1640-х годах указано было:

по Черте устроить прибавочные городы и населить большим многолюдством и земляной вал устроить больше прежнего, по размеру — в подошве в ширину 3-х сажен, в вышину 2 сажен с четвертью и 2 сажен в своде, и подле валу с полевую сторону выкопать рвы, в глубину 2 и полторы сажени, в ширину 2 сажен, на 2 в своде полусажени, также и надолбы большия и стоялые острожки частые и лесные завалы и иныя многие крепости, где какие доведётся.— «Выписка в Разряд о построении новых городов и Черты» 1681 года.

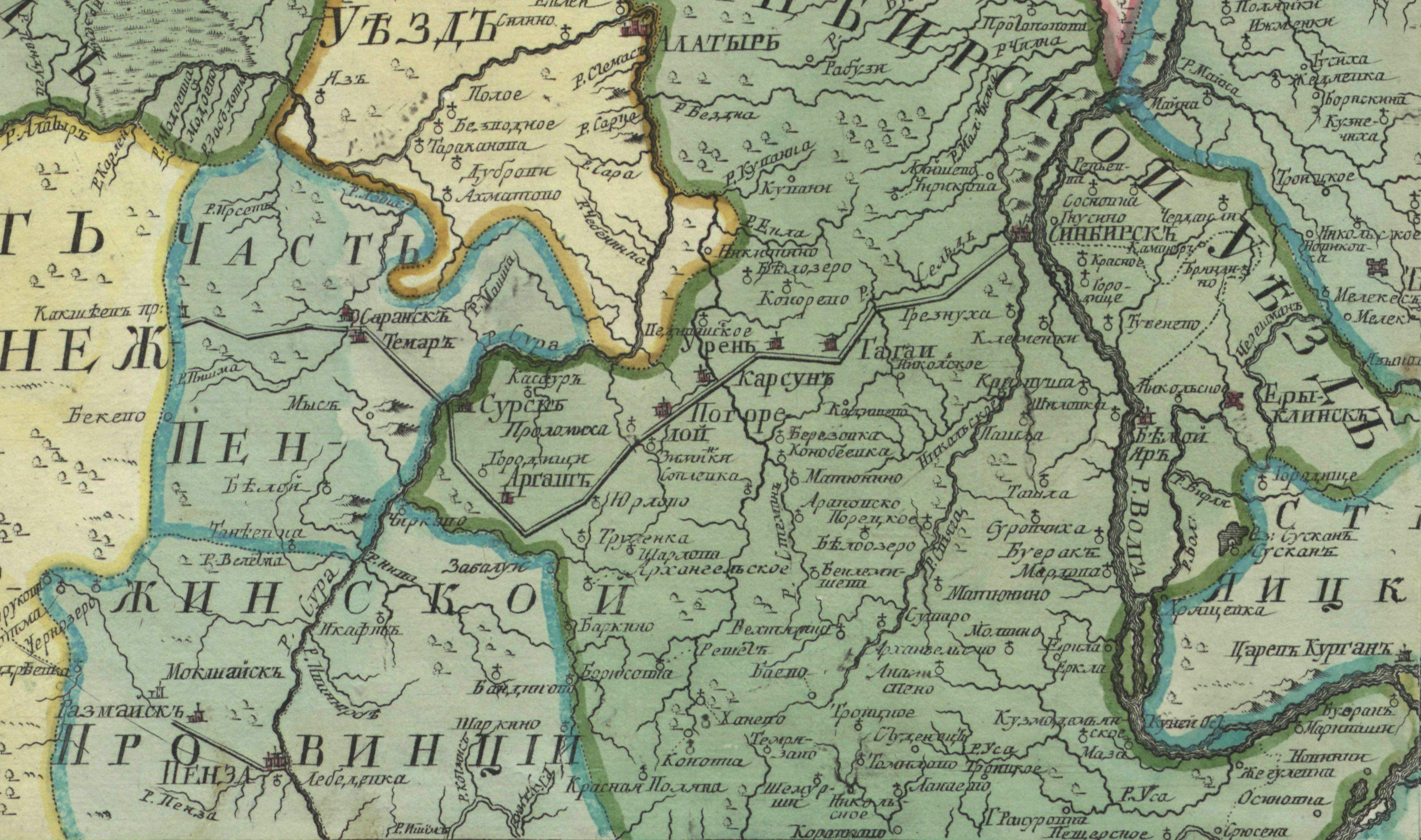
Обозначение месторасположения Симбирской черты в первом официальном атласе Российской империи 1745 года.

Под руководством воеводы Б. М. Хитрово в 1647-1654 годах от Конобеево (места сближения Тамбовской черты с Шацкой засекой) до Волги строятся Керенско-Ломовская (Керенск, Нижний Ломов, Верхний Ломов), Инсарская (Инсар, Потиж-Острог), Саранско-Атемарская (Саранск, Атемар) и Симбирско-Карсунская (Карсун, Тагай, Симбирск) черты, известные также под единым названием — Симбирская черта.
В 1651 году казанцы Степан Змеев и Григорий Львов под руководством казанского воеводы князя Н. И. Одоевского составили чертёж будущей черты в заволжских «диких полях» меж Самарой и Уфой. Царь утвердил представленный ему план и в 1652-1656 годах отстраивается Закамская засечная черта (Белый Яр, Ерыклинск, Тиинск, Новошешминск, Заинск, Мензелинск). Теперь степняки на всем протяжении от Ворсклы до Камы, могли встретить надлежащий отпор, или по крайней мере, препятствие, которое трудно было преодолеть.
Обновление укреплённых линий создало благоприятные условия для дальнейшего освоения российских украин (окраин). В западной части укреплённых линий правительственные меры обороны не поспевали за ходом вольной колонизации малороссов, быстро опередившим только что построенную черту. Перед чертой переселенцами строятся слободы — города и местечки Балаклея, Харьков, Чугуев. Для несения сторожевой службы здесь же создаются слободские казацкие полки.
Для защиты Слободской украйны в 1670-х годах российское правительство разрабатывает план строительства Новой черты, южнее Белгородской. Этот план был существенно пересмотрен генерал-поручиком Г. И. Косаговым. В 1679-1680-е годы им и полковником Г. Е. Донцом возводятся укрепления Новопостроенной черты, известной по основной крепости как Изюмская черта:7-8. Валы и засеки новой линии позволяли оборонять Коломак, Хмелевое, Новый Перекоп, Валки, Соколов, Змиёв, берег Северского Донца. Они продолжались до устья Оскола, где линия поворачивала к северу и шла через Валуйки до Полатовского вала и Белгородской черты. Вследствие Хованщины в 1682 году ведавший строительством черты воевода Белгородского разряда П. И. Хованский был отстранён от дел; строительство черты приостановилось, и возобновилось в 1684-1685 годах.
В восточной (приволжской) половине укреплённых линий, наоборот, правительству приходилось силой переселять на черту военных колонистов из более северных поселений. В 1675-1680 годах к югу от Инсаровской черты до Суры была построена Пензенская черта (Мокшанск, Рамзай, Пенза). В 1683-1684 годах к югу от Симбирской черты строятся укрепления для обороны основанных здесь солдатских и казачьих слобод, центром которых стал возведённый воеводой Г. А. Козловским Сызранский кремль. Новым симбирским воеводой Матвеем Головиным в 1685 году был составлен план единой Сызранской черты от Пензенской черты до Кашпира и Сызранского вала, но в 1686 году строительство этой черты приостанавливается.
Кроме того, в 1685 году для защиты первых русских поселений в Южном Зауралье от частых набегов ойратов за рекой Исеть была выстроена сеть укреплений Исетской линии.

### Первая треть XVIII века
При Петре I, к началу XVIII века, в военное строительство активно внедряются западноевропейские фортификационные формы укрепления границ (вариации бастионной системы Вобана и Кугорна). В зависимости от местности применялась тактика укрепления берегов пограничных рек либо формирование непрерывного комплекса полевых укреплений из валов и рвов с земляными бастионными крепостями. Между крепостями создавались полевые укрепления обычно в виде земляного вала (4,5 м высотой) иногда с деревянным тыном наверху и рва (от 1,5 до 4 м глубиной и 3,5 до 5,5 м шириной). Перед рвом устраивались надолбы и засеки, ставились рогатки против конницы. Через каждые 200—600 м вал имел выступы в виде редутов и реданов, что позволяло оборонять подступы к валу продольным ружейным и артиллерийским огнём.
После Азовских походов Петра I в конце 1690-х — начале 1700-х годов началось строительство укреплённой Таганрогской (Троицкой) линии, проходящей от Азова и Таганрога (Троицкая, Павловская, Семёновская крепости и форт Черепаха) до устья Орели южнее крепостей Тор и Бахмут. Возведение фортификационных сооружений шло при участии иностранных военных инженеров: шведа Рейнгольда Трузина, датчанина Юрия Франка, итальянца Матвея Симонта, австрийцев Антонио де Лаваля и Эрнеста фон Боргсдорфа. Однако, в 1711 году, из-за неудачного Прутского похода, все приазовские крепости были уступлены Османской империи.
Во время Северной войны в 1706—1708 годах была построена укреплённая линия на западной границе России от Пскова через Смоленск на Брянск, где основную роль играли крепости: Псковская, Великолукская и Смоленская. Через смоленские и брянские леса В. Д. Корчминым была устроена линия засек и укреплений (Рославль, Брянск, Почеп, Трубчевск), преградившая в 1708 году вторжение шведской армии Карла XII в Центральную Россию.
В 1718-1723 годах между реками Доном и Волгой, в месте их сближения, была выстроена Царицынская сторожевая линия. Её строительство было обусловлено тем, что отдельные крепости (Петровск, Дмитриевск, Саратов, Царицын), оборонявшие Волго-Донское междуречье, не могли обезопасить край от набегов с Северного Кавказа (особенно от Кубанского погрома 1717 года). Царицынская линия начиналась от Царицынской крепости (проект которой был составлен самим царём); на ней было построено, кроме многих форпостов, четыре крепости: Донская, Сокор, Грачи и Мечетная. Сторожевую и кордонную службу на линии и прилегающих речных рубежах (Аннинская крепость и Димитриевская крепость на Дону, Петровская крепость на Волге, другие станицы и «крепостцы») несли донские казаки и драгунские полки, а также волжские казаки.
С расширением российских границ в степные зоны, возведение протяжённых засечных черт окончательно прекратилось. В первой половине XVIII века прежние воинские контингенты засечных черт (городовые казаки, пушкари, засечные сторожа, служилые татары, чуваши, мордва) постепенно уступают свою роль новым формированиям — регулярным войскам, казакам и ландмилиции, учреждённой в 1713 году.
По поручению Военной коллегии к концу 1730 года И. Б. Вейсбах составил план Украинской линии, проходящей южнее Изюмской. План был утверждён Сенатом, а общее руководство строительными работами было поручено Миниху, возглавлявшему Фортификационное управление Военной коллегии. Согласно коррективам, которые были внесены в чертёж в январе 1731 года, линия строилась по реке Береке. В 1731 году было построено 10 крепостей, 24 редута с 408 реданами, общей протяжённостью по прямому направлению около 120 вёрст (крепости Донецкая, Бузовая, Кисель, Лузовая, Берецкая, Троецкая, Св. Праскевии, Св. Иоанна, Девятая, Десятая):69-70. В 1732 году Военной коллегией принимается решение о строительстве ещё 6 крепостей по реке Орели (Новая (Дриецкая), Крутояцкая, Нехворошская, Маячковская, Пятая, Шестая):70. Работы на линии осуществлялись под руководством генерал-майора А. Дебриньи до 1742 года, когда стало ясно, что содержание этой линии обходится дороже строительства новой. Уже в 1736 году потребовался масштабный ремонт укрепсооружений линии генерал-лейтенантом В. А. Урусовым в связи с их обветшанием, а также в виду начала боевых действий с Турцией. Возведение укреплений шло при ожесточённых набегах со стороны крымских татар:73. К обороне линии были привлечены военные полки Украинского ландмилиционного корпуса.
В 1731 году сенатору Ф. В. Наумову Сенатом было предписано разработать проект Новой Закамской линии:89. 26 апреля 1732 года принимается окончательное решение о её строительстве. Ново-Закамская укреплённая линия представляла собой ров вал на открытой местности, а также засеки в прилегающих лесах. Общая протяжённость линии составила около 230 км (¾ из которых занимал земляной вал высотой до 4 м); через каждые 10—12 километров на ней устраивались крепости или фельдшанцы. Линия начиналась от Алексеевской крепости, расположенной близ впадения реки Кинель в Самару, и продолжалась до Мензелинска через крепости Красноярская, Сергиевская, Кондурча, Черемшанская. В 1736 году возведение линии было окончено.

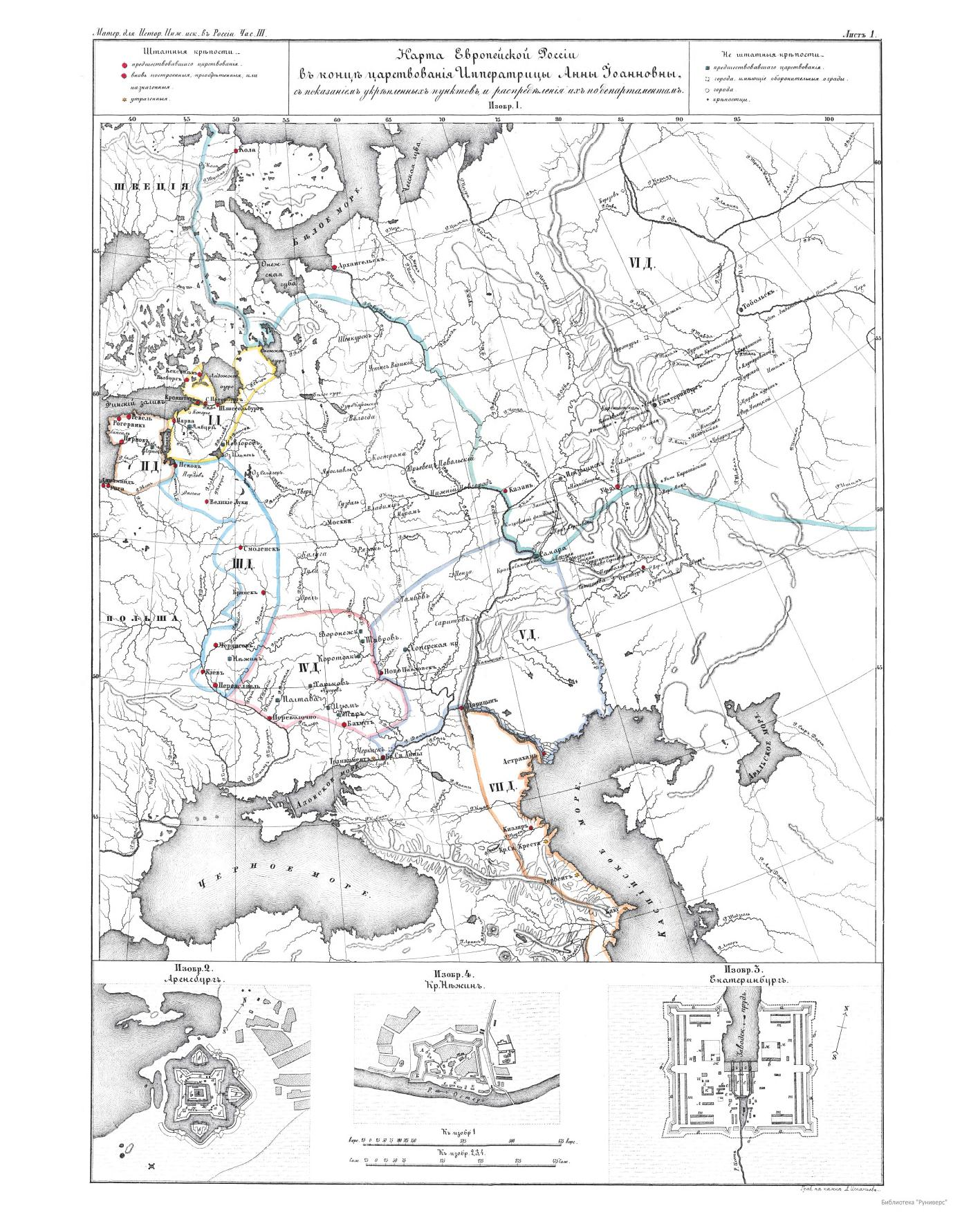
Карта европейской части России 1740-х годов с крепостями, разделёнными по департаментам
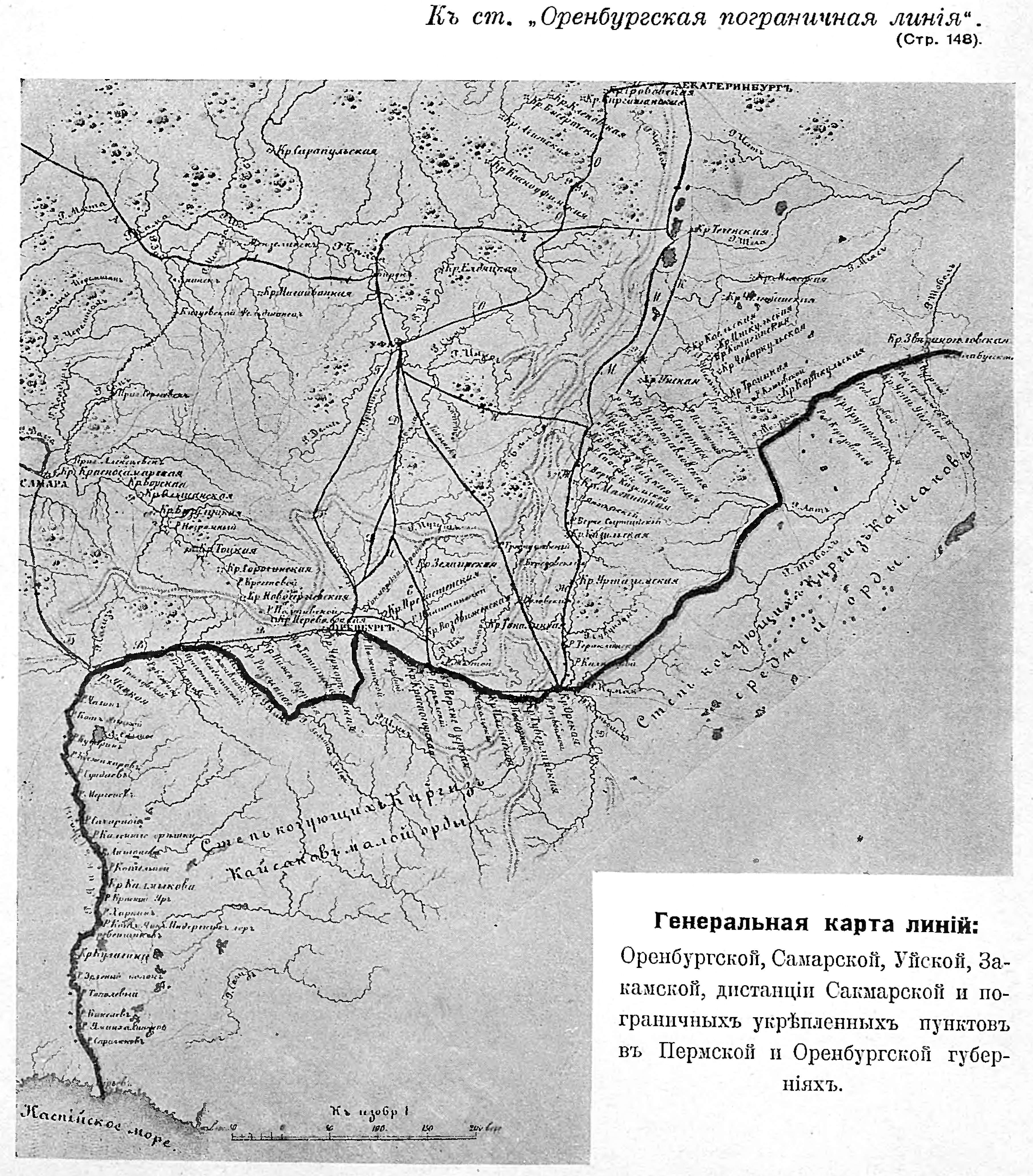
Генеральная карта построенных в 1730-х — 1740-х годах линий
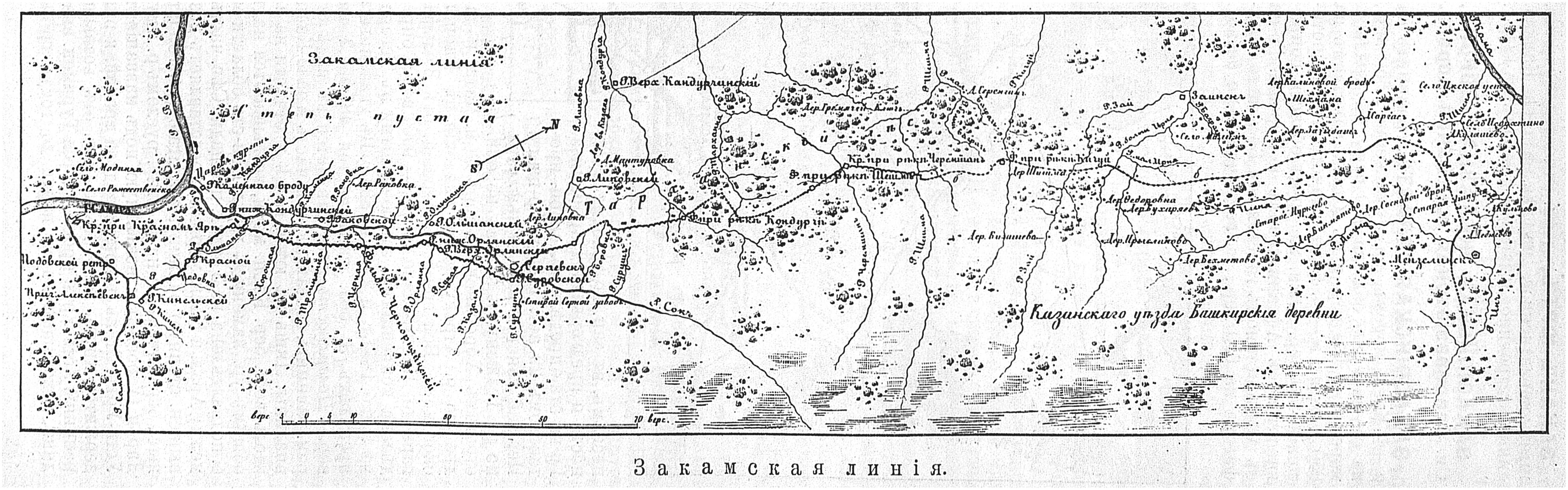
Закамская линия в 1745 году
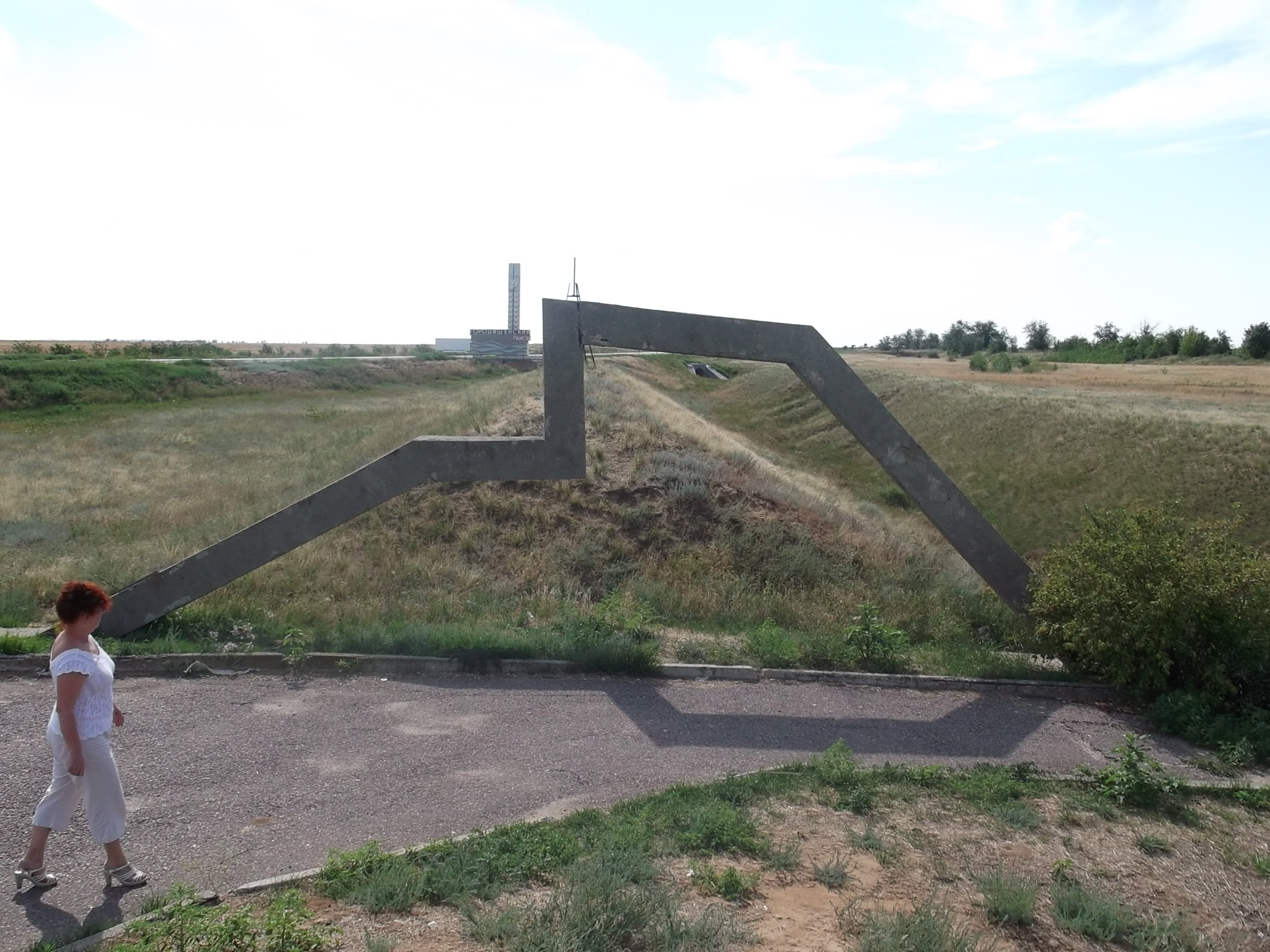
Царицынская сторожевая линия. Стелла, показывающая размеры вала с банкетом для стрельбы на момент создания в 1720 году
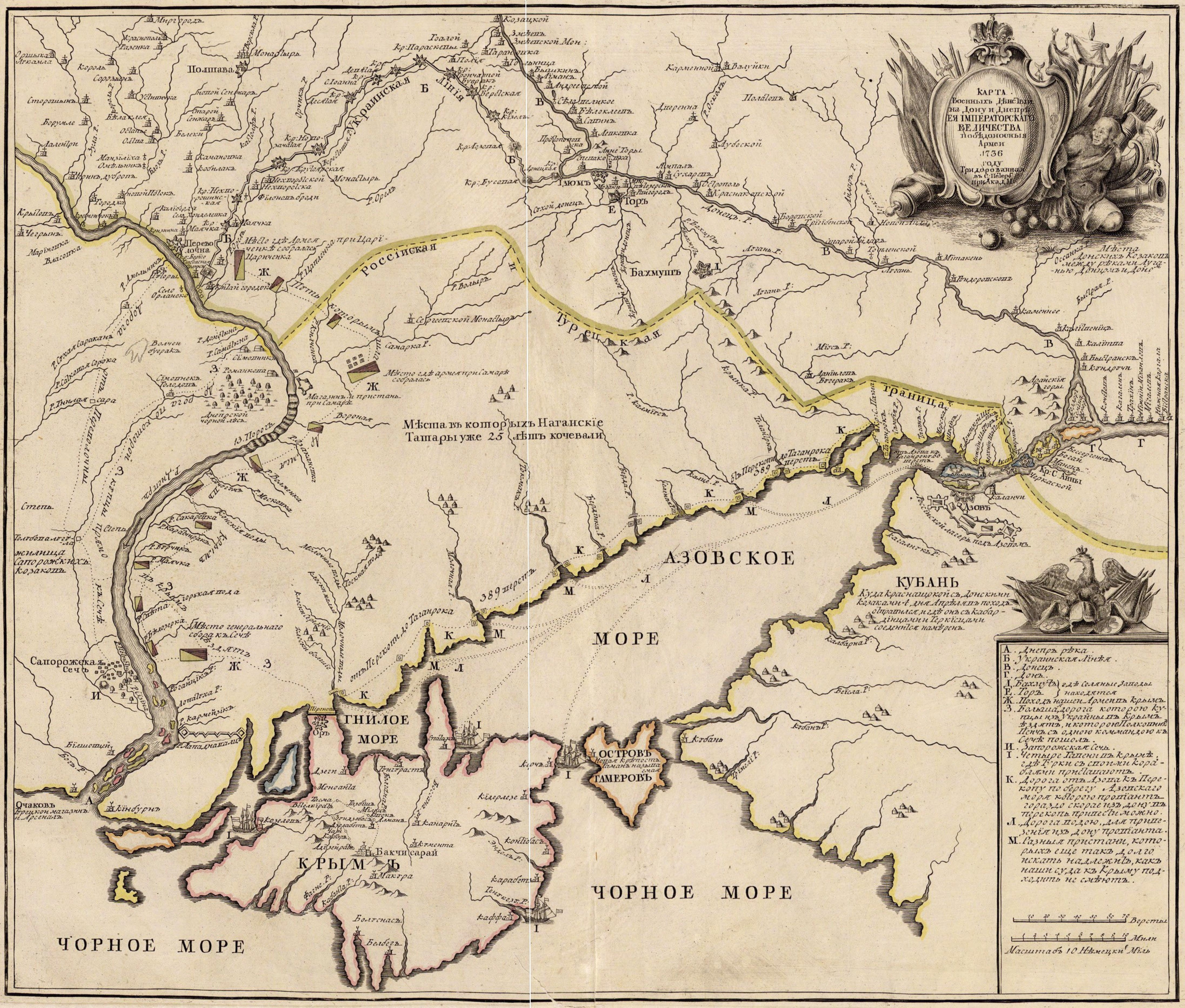
Украинская линия на карте военных действий 1736 года, составленной Ж. Н. Делилем в 1745 году для Российской Академии наук.

### Вторая треть XVIII века
В 1734 году по проекту обер-секретаря Сената И. К. Кирилова была образована Оренбургская экспедиция, ведавшая борьбой с башкирскими восстаниями в Волго-Уральском регионе. Первым её мероприятием стало основание крепости Оренбург (Орск) у слияния Ори и Яика в 1735 году. Этим было положено начало строительства цепи укреплений в 1736—1742 годах, ставших протяжёнными линиями от крепости Звериноголовской на Тоболе, до Гурьева при впадении Яика в Каспийское море: Уйской (Верхней Уйской, Нижней Уйской) — по реке Уй; Оренбургской (Верхней Яицкой, Нижней Яицкой) по реке Яик; Самарской — от Волги до Яика; Сакмарской — по реке Сакмара. Благодаря существованию естественной речной преграды, здесь возведение укреплённых линий ограничилось, вместо непрерывных валов, лишь отдельными укреплёнными городками и станицами с сигнальными вышками. Связь между укреплёнными пунктами и наблюдение за промежутками поддерживались ежедневно разъездами.
С расширением владений России в середине XVIII века по подобию оренбургских стала укрепляться система Сибирских линий, состоящая, главным образом, из крепостей, редутов, маяков, промежутки между которыми также просматривались разъездами.
Также, в Даурии (Забайкалье) в 1760-х годах, в целях защиты российских территорий от монгол и харацириков, у Селенги и Онона осуществлялось укрепление российско-китайской границы. В дополнение к существовавшим здесь деревянным крепостям-острогам (Селенгинский, Троицкосавский, Нерчинский, Сретенский) и укреплённым караулам (Нижний Цасучей и другие), обустроенных И. Д. Бухгольцем после подписания Буринского и Кяхтинского договоров 1727 года, были построены большей частью земляные крепости, располагавшиеся от 4 до 45 вёрст от непосредственно пограничной линии. Всего в течение 15 лет (1756—1770) вдоль китайской границы были сооружены три редута, 17 пикетов и семь крепостей: Троицкосавская, Горбиченская, Цурухайтуевская, Чиндант-Турукаевская, Акшинская, Кударинская и Харацайская:644-645. Их гарнизоны формировались из русских, бурятских и тунгусских казаков, регулярных войск.

### Последняя треть XVIII века
В период правления Екатерины II, по мере продвижения российских границ, в Новороссии и на Северном Кавказе возводятся новые непрерывные комплексы пограничных укреплённых линий. Прежние линии (Украинская и Царицынская) теряют своё оборонительное значение. Службу на новоорганизованных линиях стали нести линейные и казачьи войска:235-236.
C 1763 года от Моздока до Червлёного места по Тереку основываются укреплённые станицы, переселяемых с Царицынской линии волжских казаков (Галюгаевская, Ищерская, Наурская, Мекенская, Калиновская). Вместе с гребенскими казаками-старожилами, жившими от Червлёного до Кизлярской крепости, Терское казачество призвано было оборонять Моздокскую (Терскую) пограничную линию. В 1774 году здесь было остановлено крымское войско калги-султана Девлета IV Герая.

Карта Днепровской линии 1776 года

Во время русско-турецкой войны 1768—1774 годов, 10 мая 1770 года императрица Екатерина II утвердила «докладные пункты» Военной коллегии «Об устройстве линии по рекам Берде и Московке». Линия проходила от Днепра до побережья Азовского моря по рекам Конка (Конские Воды) и Берда. За пять лет на них были возведены семь, отстоящих друг от друга примерно на 30 вёрст, крепостей: Александровская (Запорожье), Никитинская, Григорьевская, Кирилловская, Алексеевская, Захарьевская и Петровская.
После русско-турецкой кампании, и заключения в 1774 году Кючук-Кайнарджийского мирного договора, новая российская граница на Северном Кавказе была установлена от Моздокской крепости до крепости Св. Дмитрия (Ростов-на-Дону) и Азова. По распоряжению генерал-аншефа светлейшего князя Г. А. Потёмкина были составлено подробное описание кавказского пограничья. В докладе, представленном им императрице, предлагалось сооружение здесь десяти новых крепостей (Св. Екатерины, Св. Павла, Св. Марии, Св. Георгия, Св. Александра, Северная, Сергеевская, Ставрополь, Московская, Донская), укреплённых казачьих станиц, небольших фортов, пикетов и редутов. После высочайшего одобрения доклада 24 апреля 1777 года началось строительство Азово-Моздокской укреплённой линии, и преселение к ней Волжских (к южным крепостям) и Хопёрских (к северным крепостям) казаков. Руководство строительством линии осуществлял генерал-майор И. В. Якоби. Регулярную пограничную службу на линии несли казачьи разъезды и Астраханский (Новолинейный) корпус.

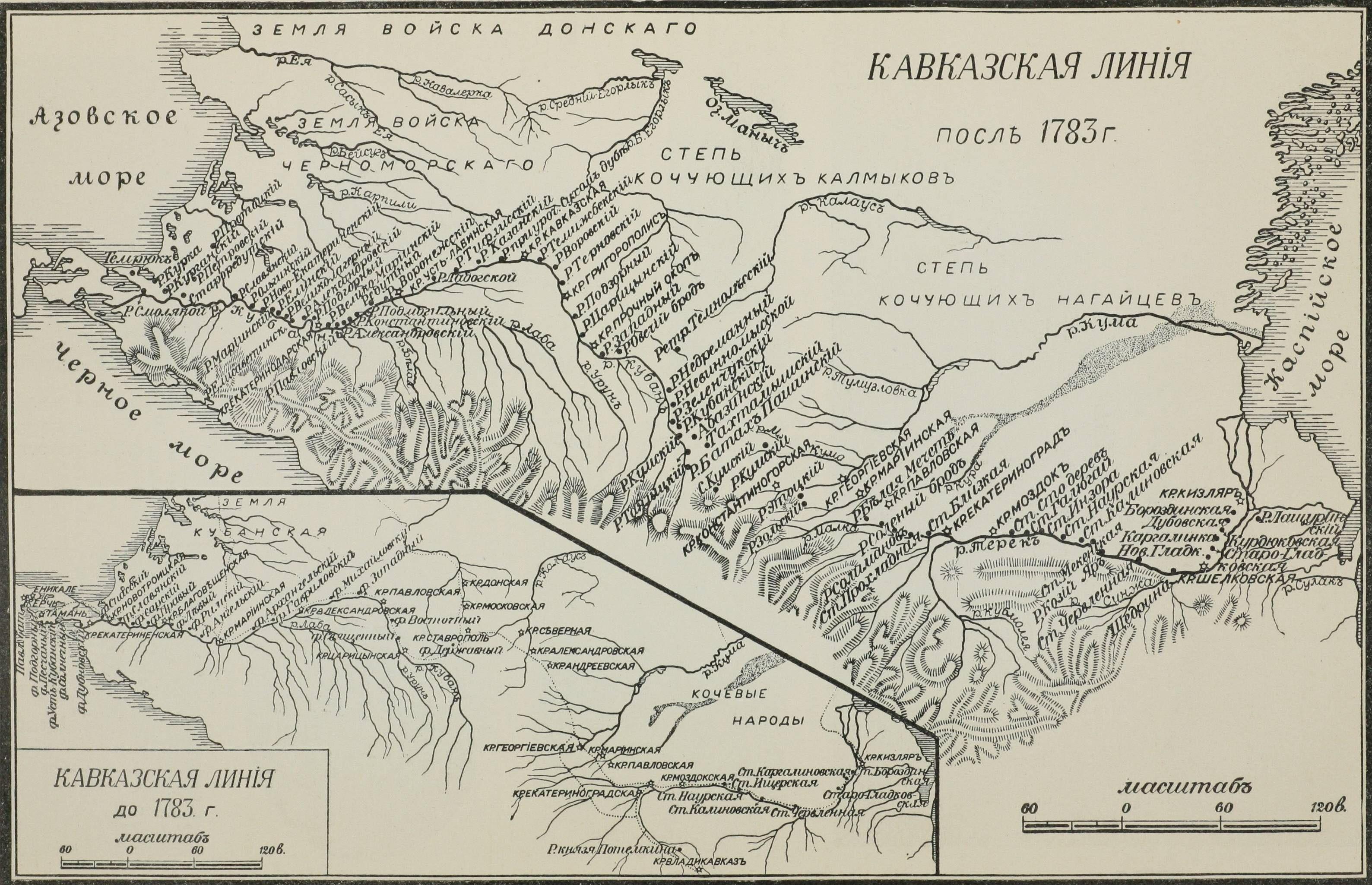
Кавказская линия до и после 1783 года.

Помимо этого, командующие Кубанским корпусом И. Ф. Бринк и А. В. Суворов, в 1777—1778 годах организовали по реке Кубани дополнительную систему укреплений, находившуюся западнее Азово-Моздокской линии — Кубанскую линию (Новотроицкое, Благовещенское, Марьинское, Александровское, Павловское укрепления). В 1783 году при ней А. В. Суворовым было нанесено сокрушительное поражение мятежным ногайцам.
Также, в 1783 году, в связи с заключением Георгиевского трактата, и установления российского протектората над Картли-Кахетинским царством, генерал-поручиком П. С. Потёмкиным было начато строительство от Екатеринограда первых участков Военно-Грузинской дороги, вдоль которой было сооружено несколько укреплений, в том числе крепость Владикавказ. К 1785 году все новопостроенные передовые российские укрепления на Северном Кавказе (Кубанской, Терской и Кизлярской линий) составили единую Кавказскую линию.
Согласно итогам Русско-турецкой войны 1787—1791 годов Северное Причерноморье от Днестра до Кубани отошло к Российской империи.
В 1792—1795 годах начато строительство укреплений у новой русско-турецкой границы, проходящей по реке Днестр — Днестровской линии, основу которой составляли крепости Срединная (Тираспольская), Овидиопольская и Хаджибейская. Общий надзор за возведением крепостей был поручен А. В. Суворову. Руководили работами вице-адмирал О. М. Дерибас и инженер-майор Ф. П. де Воллан.
Прилегающую к Днестру территорию с центром в Слободзее предполагалось заселить казаками Черноморского войска («Войска верных Запорожцев»). Однако в 1792 году Черноморское казачье войско было переселено на правобережную Кубань, где ему предписывалось нести постоянную сторожевую службу, охраняя дарованную землю и новую границу от нападений черкесских горцев. По правому берегу Кубани, по указанию командующего Кубанским корпусом и начальника Кавказской линии генерал-аншефа И. В. Гудовича, казаками в 1793 году была устроена Черноморская кордонная линия (ряд кордонов: постов, батарей и пикетов), центром которой стал Екатеринодар.

### Первая треть XIX века
В течение XIX века продвигаются к югу укреплённые линии в Центральной Азии, возводятся новые линии в предгорьях Главного Кавказского хребта.
В начале XIX века с целью недопущения распространения эпидемий (и эпизоотий) на Днестровской, Кавказской, Оренбургских и Сибирских линиях организуются карантинные пикеты (посты) для прибывавших в Россию лиц (а также для скота и продуктов убоя скота).

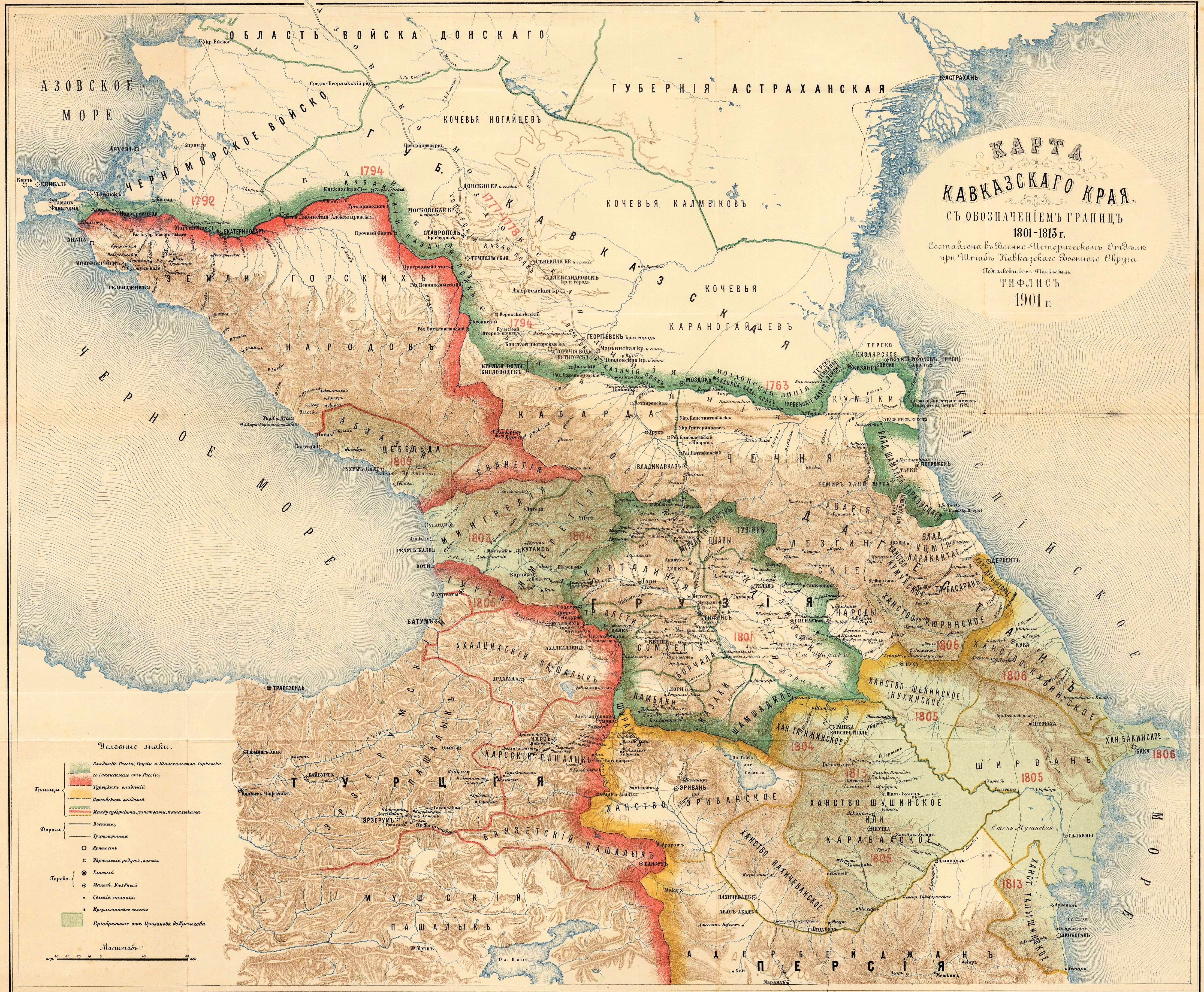
«Земли горских народов» между Кавказской линией и присоединёнными в 1801—1813 годах кавказскими территориями.

К 1814 году, после русско-турецкой и русско-персидской войн, в Россию входит ряд кавказских территорий, расположенных между Чёрным и Каспийским морями: Абхазское и Мегрельское княжества, Имеретинское царство, Грузинская губерния, Гянджское, Карабахское, Шекинское, Талышское, Ширванское, Кюринское, Бакинское, Кубинское и Дербентское ханства, а также Тарковское шамхальство. Между новообретёнными российскими территориями и Кавказской губернией лежали так называемые «Земли горских народов», население которых крайне враждебно относилось к попыткам их присоединения к империи. За покорение этих земель с 1817 по 1864 год с горцами (абреками) шла Кавказская война.
В 1818 году командир Отдельного Грузинского корпуса генерал от инфантерии А. П. Ермолов начинает возведение Сунженской укреплённой линии, заложив и построив по реке Сунже крепости Назрань, Преградный Стан, Грозная. Между Сунжей и Тарковским шамхальством (в котором были укреплены крепости Бурная (у Тарки) и Темир-Хан-Шура) строились крепость Внезапная (у Эндирея) и укрепления, составившие так называемую Передовую Кумыкскую линию: Неотступный Стан, Герзель-Аул, Амир-Аджи-Юрт и Умахань-Юрт. Сунженская и Кумыкская линии считались в административном плане левым флангом Кавказской линии.
В 1820-е годы, при Оренбургском военном губернаторе генерале от инфантерии П. К. Эссене, было завершено обустройство по Бердянке, Курале и Илеку Новоилецкой укреплённой линии (казачьи форпосты Затонный, Сухореченский, Озёрный, Линёвский, Ново-Илекский, Изобильный, Ветлянский, Буранный, станица Богуславская, крепость Бердянка), соединявшейся с Оренбургской линией у Илекского городка и Нежинского форпоста. А. П. Крюков описал службу летней кордонной стражи на линии:

Сия линия с начала весны до конца осени содержится в грозном военном виде: форпосты бывают вооружены пушками, небольшими отрядами регулярной пехоты, Козаков, Тептярей, Мещеряков и Башкирцев; денно и нощно разъезжают по ней дозоры — и от одного пикета до другого ловкий Башкирец может докинуть стрелу. Случится ли ночная тревога: вдруг вспыхивают маяки (то есть огромные шесты, обверченные соломою и стоящие, подобно великанам, при каждом пикете); толпы Козаков, Мещеряков, Башкирцев высыпают из укреплений, и с топотом их коней сливается гул вестовой пушки, находящейся в Илецкой защите, на вершине Намаза или караульной горы. Но и при таких мерах предосторожности, киргизским разбойникам удаётся иногда, обманув кордонную стражу, пробираться на нашу сторону, похищать руский скот, пожигать сено, топтать поля, увлекать в неволю оплошных поселян или бедных путешественников, не разбирая ни звания, ни пола, ни возраста. Случается даже, что Киргизцы, собравшись большою толпою, имеют дерзость нападать на самые форпосты, выдерживать стычки с нашими отрядами и срывать пикеты в уединённых местах.— Крюков А. П. Киргизский набег (Друзьям моим), 1829.
В целом, граница была отодвинута от Оренбурга на юг незначительно (к Илецкой Защите). Однако это позволило защитить расположенные здесь крупные солепромыслы и солевозный тракт. Урало-Илекское междуречье заселялось казаками, колонистами и каторжанами. В 1824 году Новоилецкий район посетил император Александр I. Кроме того, к середине 1820-х годов стали возникать проекты о дальнейшем продвижении оренбургской и сибирской линий в казахстанские степи. В 1826 году начинается устройство постов по реке Эмбе.
В 1830 году, после успешных военных походов в Закавказье, генерал-фельдмаршалом И. Ф. Паскевичем положено начало Лезгинской линии (Новые Закаталы, Белоканы, Кварели), служившей для защиты Кахетинской долины от набегов горцев Дагестана. Обустройством линии в 1833 году заведовал полковник А. М. Эспехо.

### Вторая треть XIX века
В 1835 году, по решению Оренбургского военного губернатора В. А. Перовского, началось возведение Новой Оренбургской линии (Императорское, Наследницкое, Михайловское, Константиновское, Николаевское укрепления) между Орском и Берёзовским редутом. Благодаря 500-вёрстной укреплённой линии, спрямившей границу, между реками Урал и Уй был образован обширный (4 013 000 десятин) Новолинейный район, переданный Оренбургскому казачьему войску.

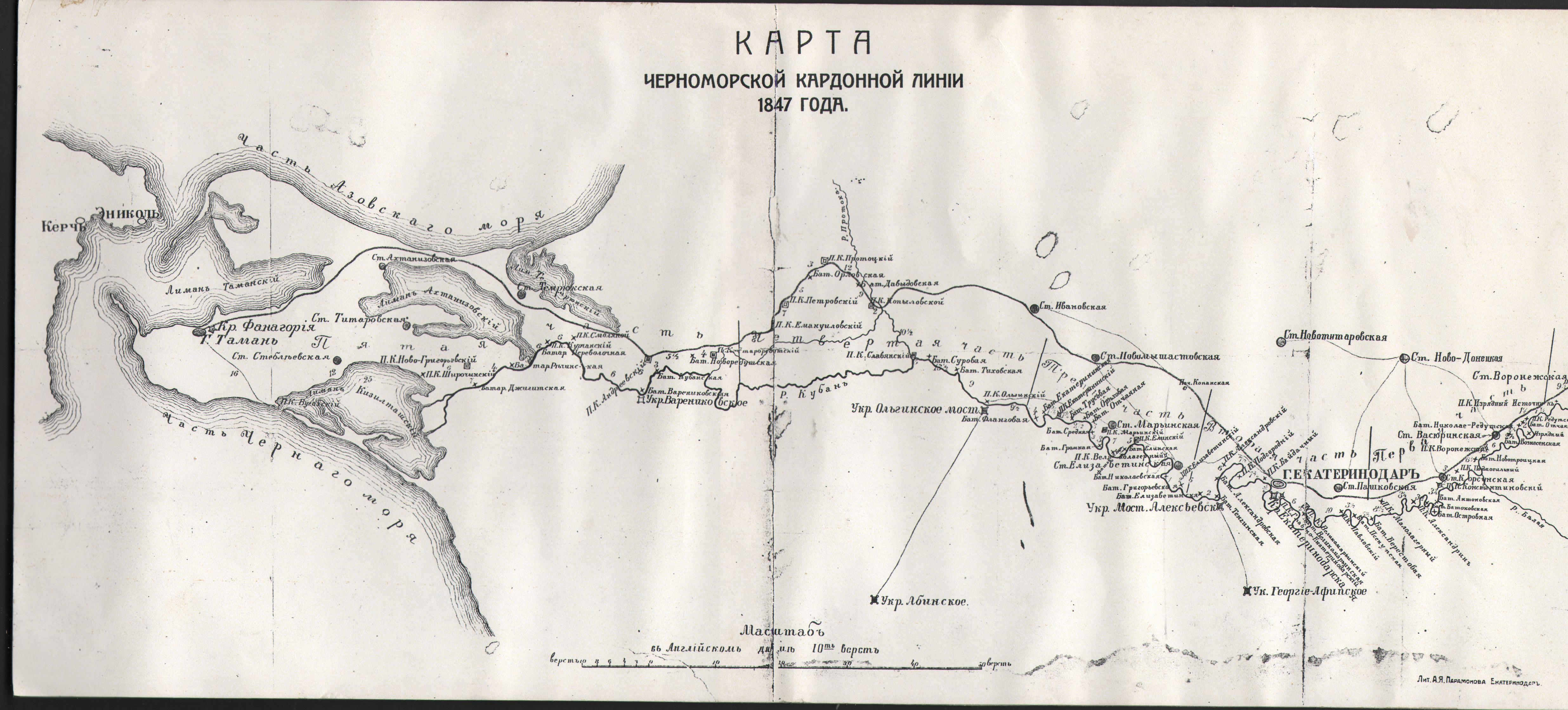
Карта Черноморской кордонной линии в 1847 году

В 1830-х годах по инициативе командующего войсками Кавказской линии генерал-лейтенанта А. А. Вельяминова началось активное строительство укреплений на черноморском побережье Кавказа, которое отошло России по Адрианопольскому договору в 1829 году. Блокада побережья Кавказа спровоцировала англо-российский конфликт 1836 года. В 1837 году была учреждена Черноморская береговая линия, состоящая из полосы прибрежных крепостей и фортов (Джимитея, Анапа, Новороссийское, Кабардинское, Геленджицкое, Новотроицкое, Михайловское, Тенгинское, Вельяминовский, Лазарева, Головинский, Навагинский, Святого Духа, Гагра, Пицундское, Бомборы, Сухум-Кале), заложенных А. А. Вельяминовым, Е. А. Головиным, Н. Н. Раевским и Л. М. Серебряковым путём высадки десантов Черноморского флота. Главной целью причерноморских гарнизонов и крейсирующих отрядов было пресечение снабжения горцев оружием и боеприпасами морским путём из Турции, а также борьба с контрабандой и работорговлей.
К концу 1830-х годов, при губернаторе Западной Сибири генерал-лейтенанте П. Д. Горчакове, южнее Сибирской линии через Кокчетавский, Атбасарский, Акмолинский, Каркаралинский и Аягузский форпосты укрепляется пограничная линия пикетов и караулов, для защиты внутренних казахских приказных округов.
В закубанской Черкесии, по инициативе командующего правым флангом Кавказской линии Г. Х. фон Засса, c 1840 года по Лабе обустраивается Лабинская линия, укреплённая фортами Зассовским, Махошевским и Темиргоевским, станицами Некрасовской, Тенгинской и Воздвиженской. Для разведочных рейдов, патрулирования рек и разблокирования осаждённых неприятелем казачьих укреплений, здесь создаются специальные пластунские команды (батареи).

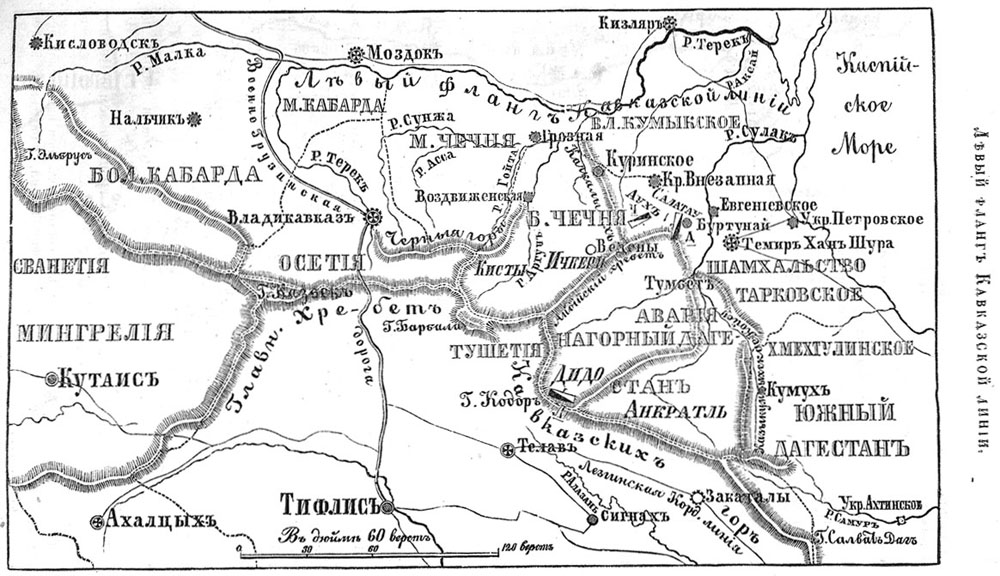
Левый фланг Кавказской линии в 1858 году.

После неудачных походов против армии имамата Шамиля на левом фланге Кавказской линии, возле Сулака в 1846 году были выстроены укрепления Сулакской кордонной линии (Евгеньевская, Хасавюртовская, Чирюртовская и Казиюртовская крепости), предназначенные защищать Кумыкию от мюридов.
В 1847-1854 годах, после восстания Кенесары Касымова и принятия большей частью казахских родов российского подданства, для защиты территории и населения от экспансии соседних государств (Кокандского ханства и Империи Цин), сибирскими казаками в Заилийском крае (Семиречье) восстановливается Аягуз, а также основывается ряд военных укреплений-пикетов (Чубар-Агачский и другие) и постоянные городские поселения: Капал и Верный (Алматы), составившие Новую Сибирскую пограничную линию.

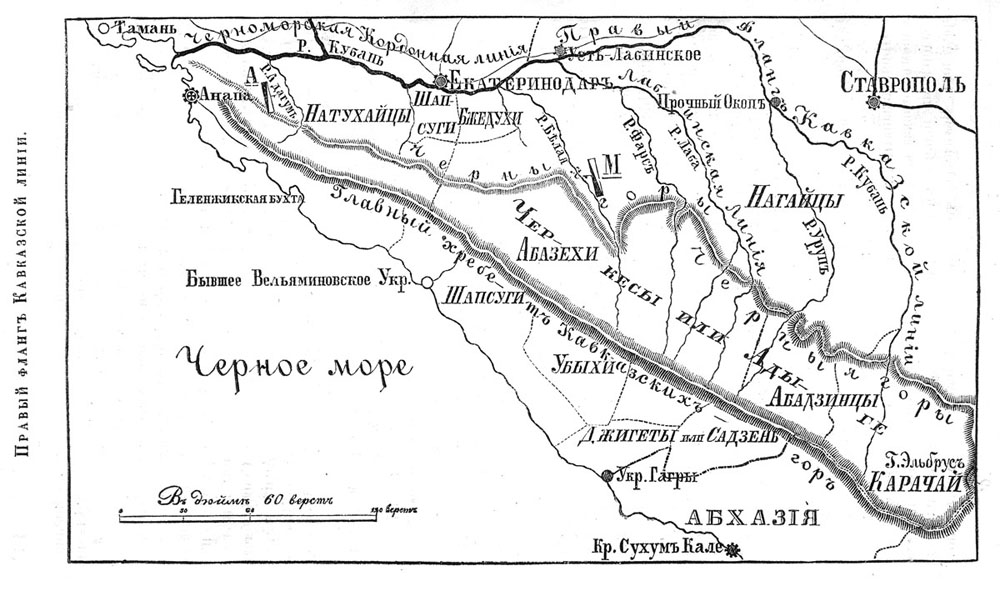
Правый фланг Кавказской линии в 1858 году.

Из-за Крымской войны 1853—1856 годов многие гарнизоны фортов Черноморской береговой линии были эвакуированы. В виду участившихся столкновений с черкесами, которых турки начали снабжать оружием (через Туапсе и другие береговые базы), командиром Крымского пехотного полка И. О. Шаликовым в 1857-1860 годы было проведено обустройство Адагумской линии по реке Адагум.
Кроме того, в Закубанье в 1850-х — 1860-х годах укрепляются Урупская линия по реке Уруп (станицы Урупская, Бесскорбная, Попутная, Усть-Тигиньская, Удобная, Передовая, Преградная), Белореченская линия по реке Белой (станицы Майкопская, Белореченская, Даховская, Ханская, Абадзехская), а также линия по реке Пшиш.
В 1851 году было создано Забайкальское казачье войско, объединившее казачьи полки, располагавшиеся вдоль российско-китайской границы в Забайкалье: у Селенгинской пограничной линии (от Ключевского караула до Акшинской крепости) и у Акшинской (Нерчинской) границы, проходящей по рекам Онону, Аргуни, и Шилке (от Акши до станицы Горбиченской). После успешной Амурской экспедиции Г. И. Невельского, во время которой в устье Амура был основан Николаевский пост, генерал-губернатор Восточной Сибири Н. Н. Муравьёв разработал «Положение об Амурской линии», утверждённое в 1856 году. В ходе реализации Положения, забайкальскими казаками на Амуре был основан ряд кордонов и постов (основные — Котомандский, Кумарский, Усть-Зейский (Благовещенск), Хинганский и Сунгарийский), что позволило заключить в 1858 году с Цинской империей Айгунский договор о признании левобережья Амура российским владением. Для обороны новой линии было учреждено Амурское казачье войско. Помимо этого, для защиты от хунхузов колонизируемой казаками территории Приморья, находившейся в совместном российско-китайском владении, по реке Уссури от Хабаровки были организованы новые посты. После заключения Пекинского трактата 1860 года земли к востоку от Уссури полностью отошли к России. Службу в уссурийском крае несли казаки, составившие основу Уссурийской казачьей сотни и Уссурийского казачьего войска.
К середине 1860-х годов по Сыр-Дарье командующими Сырдарьинской линией В. А. Перовским и А. Л. Данзасом были построены форты Перовский, Аральский (Раимский), форт № 1, форт № 2 и форт № 3, службу в которых несли оренбургские казаки, из которых была сформирована отдельная Закаспийская казачья бригада. После взятия крепости Туркестан в 1864 году возникла необходимость соединения Сырдарьинской и Новой Сибирской линий:

Пользуясь слабостью наших пограничных оренбургской и сибирской линий, разделённых между собою незанятым пространством в 800 вёрст, хивинцы и коканцы беспрерывно вторгались в наши пределы для грабежа подвластных нам киргиз. С целью прекращения подобных вторжений, мы в свою очередь предпринимали экспедиции и разоряли ближайшие к нашим границам укрепления, служившие сборными пунктами коканских скопищ. Таким образом, последовательно взяты Ак-Мечеть, Джулек, Яны и Динь-Курган на Сыр-Дарье, Токмак и Пишпек за р. Чу. Но все подобные временные экспедиции, несмотря на сопряжённые с ними громадные расходы, были недостаточны для прочного охранения края, вследствие чего и признано было необходимым сомкнуть сибирскую и оренбургскую линии возведением на незанятом пространстве нескольких промежуточных укреплений.

Ныне предприятие это не только исполнено, но блестящие успехи настоящего года дали возможность в одно лето довершить предположение, которое имелось в виду исполнить лишь впоследствии при особо благоприятных обстоятельствах, а именно, не останавливаясь на временной границе вдоль северного склона Александровского и Каратаусского хребтов, сразу занять всю Туркестанскую область, устроив передовую линию от Верного до Аулие-Ата вдоль подошвы гор, и далее, по южную сторону гор, через Чимкент на Туркестан.— Записка министра иностранных дел А. Горчакова и военного министра Д. Милютина на имя императора Александра II о политике в Средней Азии и Казахстане. — 20 ноября 1864 года.
Организованная в 1864 году Новая Кокандская линия укреплений вскоре потеряла военное значение после успешных Туркестанских походов. Однако, в начале XX века, для усиления охраны границ с Персией и борьбы с контрабандистами, планировалось создание нового Закаспийского (Туркестанского) казачьего войска.

### Последняя треть XIX века
Кавказские укреплённые линии потеряли своё значение после установления полного российского контроля над Северным Кавказом. В 1861 году прикубанские линии посетил император Александр II, незадолго до того учредивший из кавказских линейных казаков Кубанское и Терское казачьи войска. Согласно его предписаниям, угроза со стороны «враждебных горцев» устранялась, главным образом, политикой активного заселения земель Северо-Западного Кавказа казаками и жителями других губерний России. Кроме того, в 1860—1867 годы российским и турецким правительствами было организовано переселение населения Черкесии, отказавшегося вступить в российское подданство, в Османскую империю.
После того, как Средняя Азия была присоединена к России, необходимость в укреплённых линиях здесь также отпала; границы стали охранять войска, расположенные в Туркестане.
Окончательно кавказские, сибирские и среднеазиатские линии были упразднены в 1870-е годы после проведения в Российской империи масштабных военных реформ.
В Восточной Сибири до конца XIX века просуществовали Нерчинская и Селенгинская линии, состоявшие из казачьих постов (бывшие пограничные крепости ещё в начале XIX века были преобразованы в обычные казачьи поселения:16) для охраны от контрабандистов и хунхузов и поимки беглых каторжников.
В целом, к концу XIX века в Российской империи всюду утвердилась крепостная система прикрытия границ, которая (как и в других государствах) просуществовала до Первой мировой войны, а затем была заменена системой укреплённых районов (в СССР). Для охраны непосредственно государственной границы Александром III в 1893 году был создан Отдельный корпус пограничной стражи.

## Значение
Возведение укреплённых линий позволило прикрыть внутренние районы страны от разорительных набегов (барант) степняков и горцев (основу существования которых составляло набеговое хозяйство); способствовало российской колонизации Дикого поля, освоению обширных степных пространств Евразии от Днепра до Оби.

Так шаг за шагом отвоёвывали степь у степных разбойников. В продолжение XVI века из года в год тысячи пограничного населения пропадали для страны, а десятки тысяч лучшего народа страны выступали на южную границу, чтобы прикрыть от плена и разорения обывателей центральных областей. Если представить себе, сколько времени и сил материальных и духовных гибло в этой однообразной и грубой, мучительной погоне за лукавым степным хищником, едва ли кто спросит, что делали люди Восточной Европы, когда Европа Западная достигала своих успехов в промышленности и торговле, в общежитии, в науках и искусствах.— Ключевский В. О. Лекция XXXI // Курс русской истории, 1904.:375

## Перечень российских укреплённых линий
| XVI век: - Большая засечная черта (1551—1556): - Заокская черта: - Козельские засеки: - Столпицкая - Дубенская - Кцынская - Сенецкая - Белёвская Бобриковская засека - Слободецкая засека - Перемышльская засека - Лихвинская засека - Одоевская засека - Тульская засека - Венёвская засека - Каширская засека - Рязанская засека: - Красносельская засека - Вожская засека - Ряжская засека: - Липская засека - Пустотинская засека - Рановская засека - Шацкая засека - Кадомская черта - Темниковско-Алатырско-Тетюшская черта (1578): - Темниковская черта - Алатырская черта - Карлинская черта (Старая Тетюшская засека) XVII век: - Белгородская черта (1636—1640): - Козловский вал - Тамбовский вал (Татарский вал) - Усманский вал - Симбирская черта (1648—1654) - Нижне-Ломовская черта - Верхне-Ломовская черта - Керенская черта - Инсарская черта (1647—1653) - Атемарско-Саранская черта (Саранско-Атемарская черта) - Закамская черта (Старая Закамская линия) (1652—1656) - Пензенская черта (1676—1680) - Изюмская черта (1679—1680) - Сызранская черта (Сызранская линия) (1683—1684) - Исетская черта (Исетская линия) (1680-е) | XVIII век: - Таганрогская линия (Троицкая линия) (1700-е) - Укреплённая линия Псков—Смоленск—Брянск (1706—1708) - Царицынская линия (1718—1723) - Украинская линия (1731—1735) - Закамская линия (Новая Закамская линия) (1731—1736) - Старая Ишимская линия (1737) - Екатеринбургская линия (1739) - Оренбургская линия (1739): - Нижняя Яицкая линия - Верхняя Яицкая линия - Уйская линия (1739): - Верхняя Уйская линия - Нижняя Уйская линия - Самарская дистанция (Самарская линия) (1736—1742) - Сакмарская дистанция (1739—1742) - Сибирская линия: - Иртышская линия (1745—1750) - Тоболо-Ишимская линия (Горькая линия) (1752—1755) - Колывано-Кузнецкая линия (1747—1768) - Китайская пограничная линия (1760-е): - Селенгинская линия - Нерчинская линия - Днепровская линия (Новая Украинская линия) (1770) - Моздокская линия (Терская линия) (1763) - Азово-Моздокская линия (1777—1780) - Кавказская линия: - Кизлярская линия (Терская линия) - Кубанская линия (1770—1790-е) - Черноморская кордонная линия (1793) - Днестровская линия (1792—1795) XIX век: - Ново-Илецкая линия (1810—1822) - Сунженская линия (1817) - Передовая Кумыкская линия (1819) - Эмбинская линия (1826) - Лезгинская линия (1830) - Новая линия (1835—1837) - Акмолинск-Кокчетавская линия (1837) - Черноморская береговая линия (1837—1839) - Лабинская линия (1840) - Передовая Чеченская линия (1844) - Сулакская кордонная линия (1846) - Новая Сибирская линия (1847—1854) - Сырдарьинская линия (1853—1864) - Урупская линия (1850) - Амурская линия (1856) - Адагумская линия (1857) - Белореченская линия (1860) - Кокандская линия (Новая Кокандская линия) (1864) |

### Диссертационные исследования
- Проторчина В. М. Заселение степной окраины Московского государства в конце XVI — первой половине XVII веков: Дисс… канд. ист. наук. — Л., 1948.
- Никитин А. В. Оборонительные сооружения засечной черты XVI—XVII веков: Дисс… канд. ист. наук. — М., 1954.
- Загоровский В. П. Белгородская черта. — Воронеж: Изд-во ВГУ, 1969. — 304 с. (Монография защищена в ВГУ как дисс… д-ра ист. наук.)
- Буканова Р. Г. Закамская черта XVII века: Автореф. дисс… канд. ист. наук. — Воронеж, 1981.
- Мизис Ю. А. Тамбовская черта и заселение Тамбовского уезда в XVII веке: Автореф. дисс… канд. ист. наук. — Воронеж, 1983.
- Лавринова Т. И. Царицынская линия: история строительства в 1718—1720 года и первые годы существования: Дисс… канд. ист. наук. — Воронеж, 1990. — 220 с.
- Огурцов А. Ю. Военно-инженерная политика русского правительства в Западной Сибири в XVIII веке: Дисс… канд. ист. наук. — Свердловск, 1990.
- Кунин Ю. Ю. Социокультурное значение Черноморской кордонной линии в развитии Кубанского казачьего края: конец XVIII — вторая половина XIX века: Автореф. дисс… канд. культурологии. — Краснодар, 1998.
- Рудницкий Р. Р. История возникновения и функционирования крепостей Азово-Моздокской линии (1777—1829 годы): Дисс… канд. ист. наук / Р. Р. Рудницкий; Науч. рук. В. А. Фоменко; Пятигорский гос. технологический ун-т. — Пятигорск, 2004.
- Скиба К. В. Кубанская линия в военно-политических событиях 1800—1835 годов: Автореф. дисс… канд. ист. наук. — Армавир, 2004.
- Муратова С. Р. Сибирские укреплённые линии XVIII века: Автореф. дисс… канд. ист. наук. — Уфа, 2007.
- Курышев А. В. Волжское казачье войско (1730—1804 годы): создание, развитие и преобразование в линейные казачьи полки: Дисс… канд. ист. наук. — Волгоград, 2007. — 418 с.
- Николаенко Н. Д. Эволюция линейных казачьих частей на территории Северного Кавказа и образование Кавказского Линейного казачьего войска: 30-е годы XVIII — 60-е годы XIX века: Дисс… канд. ист. наук. — Пятигорск, 2008. — 231 с.
- Гукова Е. А. Оборона южных рубежей России в XVIII веке: Украинская линия и Украинский ландмилицкий корпус (1710—1780 гг.): Дисс… канд. ист. наук. — М., 2009.
- Назарова И. В. Архитектурно-пространственная организация оборонительно-крепостных комплексов Волго-Камья середины XVI—XVII веков: Дисс… канд. архитектуры. — Казань, 2009. — 170 с.
- Шемелина Д.С. Формирование планировочной структуры укреплений сибирских оборонительных линий XVIII в.: Дисс… канд. архитектуры. — Москва, 2010. — 237 с.

### Прочие работы
- Дебу И. Л. О Кавказской линии и присоединённом к ней Черноморском войске, или общие замечания о поселённых полках, ограждающих Кавказскую линию, и о соседствующих горских народов. — СПб., 1829. — 495 с.
- Беляев И. Д. О сторожевой, станичной и полевой службе на польской украйне Московского государства, до царя Алексея Михайловича. — М.: Унив. тип., 1846. — 86 с.
- Савельев А. Материалы к истории инженерного искусства в России // Инженерные записки. — 1853.
- Иванин М. Описание Закамских линий // Вестник Географического общества. — 1857. — Ч. 1.
- Ласковский Ф. Ф. Материалы для истории инженерного искусства в России: Ч. I—III, с приложениями. — СПб., 1858—1866.
- Грен А. Н. Заметки об укреплениях в Оренбургском крае вообще и на Сыр-Дарьинской линии в частности. — СПб., 1861.
- Иванин М. О пограничных линиях России // Инженерный журнал. — 1863. — № 1-2.
- Савельев А. И. О сторожевых засечных линиях на юге в древней России. — СПб., 1876.
- Багалей Д. И. Очерки из истории колонизации степной окраины Московского государства. — М.: Университетская тип. М. Каткова, 1887. — 634 с.
- Сторожев В. Н. Рязанские засечные книги XVII века. — Рязань, 1890.
- Сторожев В. Н. Засечные книги как историко-географический и археологический источник. — СПб., 1892.
- Готье Ю. В. Заметки по истории защиты южных границ Московского государства // Исторические известия. — 1913. — № 2. — С. 47-57.
- Яковлев А. И. Засечная черта Московского государства в XVII веке. — М.: Типография И. Лисснера и Д. Собко, 1916.
- Марголин С. Л. Оборона Русского государства от татарских набегов в конце XVI века // Военно-исторический сборник / Отв. ред. проф. Н. Л. Рубинштейн; Ред. С. Л. Марголин; ГИМ. — М.: Изд. ГИМ, 1948. — С. 3—28. — 138 с. — (Труды Государственного Исторического музея; Выпуск XX). — 3000 экз. (обл.)
- Новосельский А. А. Борьба Московского государства с татарами в первой половине XVII века. — М.; Л.: Изд-во АН СССР, 1948. — 447 с.
- Никитин А. В. Оборонительные сооружения засечной черты XVI—XVII веков // Материалы и исследования по археологии СССР. № 44. — М., 1955. — С. 166—213.
- Буганов В. И. Засечная книга 1638 года // Записки отдела рукописей. — Вып 23. — М.: Государственная библиотека СССР им В. И. Ленина, 1960.
- Загоровский В. П. Изюмская черта. — Воронеж: Изд-во ВГУ, 1980. — 200 с.
- Лебедев В. И. Легенда или быль: По следам засечных сторожей. — Саратов: Приволжское издательство, 1986. — 136 с.
- Крадин Н. П. Русское деревянное оборонное зодчество. — М., 1988. — 142 с.
- Уклеин В. Н. «Следы времён минувших». — Тула: Приокское книжное издательство, 1991.
- Ежуков Е. А. Становление и развитие пограничной охраны России XV — начала XX вв. — М., 1991. — 180 с.
- Боярский В. И. На стороже Руси стояти: Страницы истории пограничной стражи Российского государства. — М.: Граница, 1992. — 168 с.
- Пономаренко Е. В., Офман Г. Ю., Пономаренко С. В., Хавкин В. П. Зелёная стена России: мост из прошлого в будущее // Природа. — 1992. — № 6. — С. 84-93.
- Гуркин В. А. Симбирская черта: Материалы XVII—XVIII вв. по истории Симбирского Поволжья. — Ульяновск, 2000. — 179 с.
- Бобровский М. В. Козельские засеки (эколого-исторический очерк). — Калуга: Изд-во Н. Бочкаревой, 2002. — 92 с.
- Дорофеев Г. Л., Дорофеев К. Г., Рудницкий Р. Р., Фоменко В. А. Крепости Азово-Моздокской линии (1777—1829 годов). — Пятигорск: ПГТУ, 2003. — 48 с.
- Дубман Э. Новая Закамская линия: проект, строительство, судьба: Монография. — Самара: ООО «Офорт», Департамент культуры администрации Самар. обл., ГОУВПО «Самарский гос. ун-т», Поволж. филиал Ин-та Рос. истории РАН, 2004. — 190 с.
- Рябов С. А. Здесь государевым «украинам» было бережение. Российское пограничье особый объект культурного наследия. — М., 2007. — 335 с.

### Энциклопедии
- Пограничные укрепленные линии // Военная энциклопедия : [в 18 т.] / под ред. В. Ф. Новицкого … [и др.]. — СПб. ; [М.] : Тип. т-ва И. Д. Сытина, 1911—1915.
- Пограничные укреплённые линии // Советская историческая энциклопедия : в 16 т. / под ред. Е. М. Жукова. — М. : Советская энциклопедия, 1961—1976.
- Пограничные укреплённые линии // Большая российская энциклопедия : [в 35 т.] / гл. ред. Ю. С. Осипов. — М. : Большая российская энциклопедия, 2004—2017.